# Todier de Porto Rico
Todus mexicanus
Espèce
Statut de conservation UICN

 LC  : Préoccupation mineure
Le Todier de Porto Rico (Todus mexicanus) est une espèce d'oiseau appartenant à la famille des Todidae.